# Avortement en Espagne
L'avortement reste l'un des principaux sujets de polémique en Espagne, pays de tradition catholique, mais précurseur en Europe des droits des femmes sous la Seconde République (1931-1939), avant l'arrivée au pouvoir par la force de Franco après la guerre d'Espagne. 

## Histoire
Alors qu'elle est ministre de la Santé de la jeune Seconde République en 1936-1937, Federica Montseny tente en vain de le légaliser, sauf en Catalogne.
Après la guerre d'Espagne, qui voit l'arrivée au pouvoir des nationalistes, les droits des femmes sont très réduits sous la dictature franquiste. Il faut attendre la transition démocratique qui débute en 1975 et le retour de la démocratie pour voir les droits rétablis et renforcés, notamment le droit à l'avortement. 
Le 17 octobre 2009, plus d'un million de personnes ont défilé dans les rues de Madrid contre la légalisation de l'avortement,,.
Depuis 2010, la loi autorise l'avortement jusqu'à 14 semaines de grossesse et 22 semaines de grossesse en cas de malformation du fœtus.
En décembre 2013, un projet de loi est présenté pour interdire l'avortement, sauf en cas de viol ou de danger pour la santé physique ou psychique de la mère, par le gouvernement de Mariano Rajoy. Lors des débats, la jeune militante féministe Lara Alcázar perturbe la prise de parole du ministre de la Justice Alberto Ruiz-Gallardón, pendant une intervention au Congrès des députés.
Le 23 septembre 2014, le projet de loi est retiré, faute de consensus au sein de la majorité, après les mobilisations d'El tren de la libertad.
Le 9 septembre 2015, le Sénat approuve une réforme de la loi sur l’avortement interdisant aux mineures d'avorter sans consentement parental, une version assouplie d’une réforme vivement contestée par l’opposition. La chambre haute espagnole a approuvé la réforme avec 145 votes pour, 89 contre et cinq abstentions, ce qui constitue la dernière étape formelle avant son entrée en vigueur.
Le Tribunal constitutionnel, saisi le 1er juin 2010 par le groupe populaire au Congrès des députés, statue plus de douze ans plus tard, le 9 février 2023, par sept voix contre quatre, que la loi relative à l'interruption volontaire de grossesse de cette même année est totalement conforme à la Constitution de 1978. Il charge sa vice-présidente de rédiger l'arrêt confirmant cette position, ayant rejeté celui proposé par le précédent rapporteur, qui suggérait de déclarer inconstitutionnel un article relatif aux conditions d'information des femmes souhaitant avorter.

## Statistiques
Source
Selon le conseil supérieur de recherche scientifique, le nombre d'avortements a doublé depuis le début des années 1990, tandis que 97 % d'entre eux étaient justifiés par un risque pour la santé physique ou psychologique de la mère, 2,5 % par une déformation du fœtus, et 0,1 % par le viol (les trois cas légaux d'avortement avant la loi de 2010).